# Tom Waits

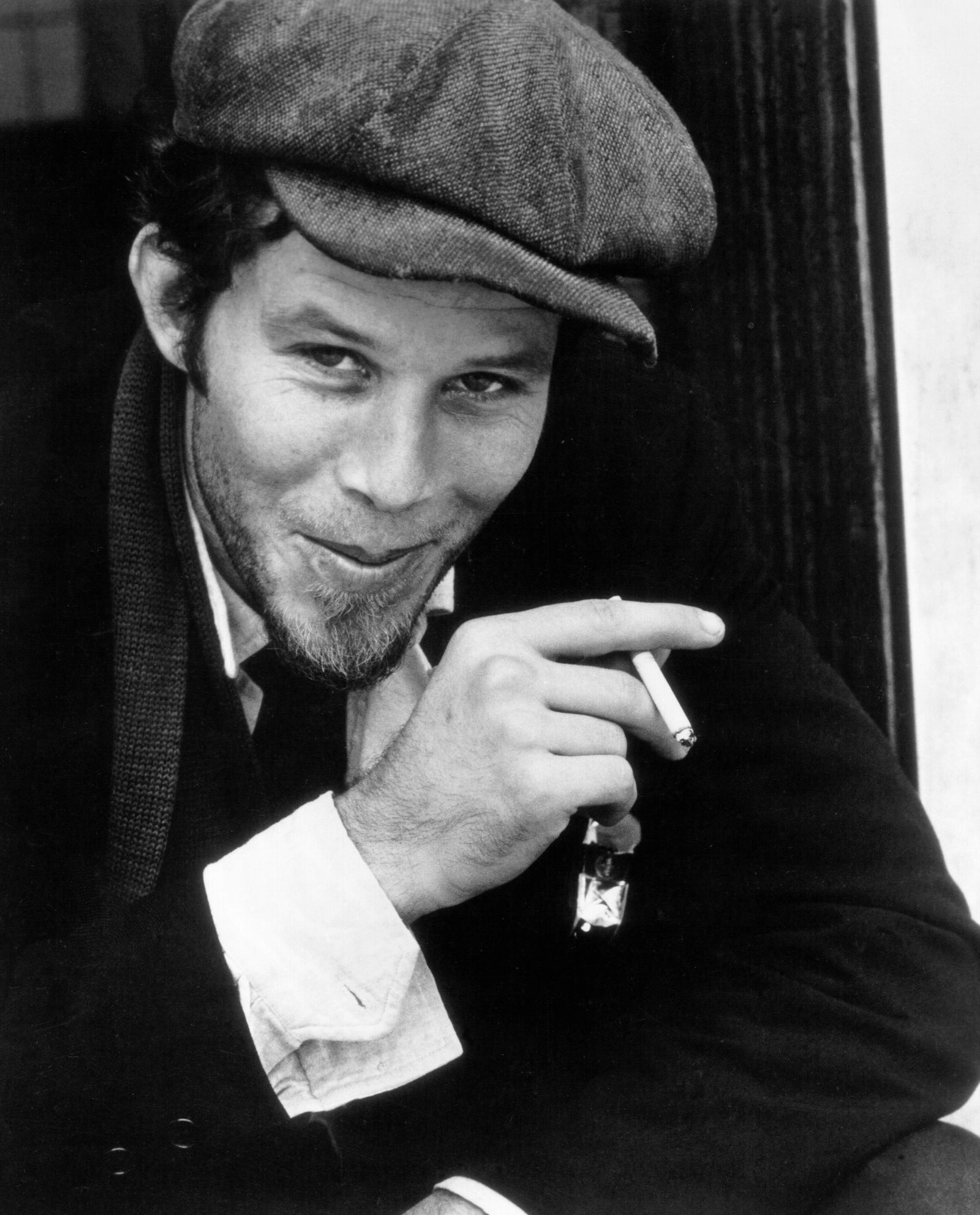
Tom Waits

Thomas Alan Waits (Pomona, 7 de dezembro de 1949) é um músico, instrumentista, compositor, cantor e ator norte-americano. Sua voz grossa e rouca e suas letras poéticas e intrigantes marcam a personalidade de sua música. Ativo por mais de quatro décadas, Waits possui uma considerável obra, constituída de quase 30 álbuns (incluindo álbuns de estúdio, compilações e álbuns ao vivo), e mais de 50 participações diretas (como ator) e indiretas (compondo trilhas sonoras) em filmes. Já foi indicado a um grande número de prêmios musicais, tendo ganhado o Grammy Awards por dois álbuns: Mule Variations e Bone Machine.
Waits atualmente vive no Condado de Sonoma, Califórnia, com sua esposa, Kathleen Brennan, e seus três filhos.

## Biografia
Tom Waits nasceu em Pomona, Califórnia a 7 de dezembro de 1949.  O seu pai era descendente de irlandeses e escoceses e a sua mãe de noruegueses. Aprendeu a tocar guitarra e piano aos dez anos de idade.
Lançou o seu primeiro álbum Closing Time em 1973 e começou por fazer a primeira parte de shows de Frank Zappa e John Hammond.
É casado com Kathleen Brennan, co-letrista de parte do seu trabalho musical, e mãe de seus três filhos.

## Obra

### Música
A música de Tom Waits não está presa a um gênero musical determinado. Pode-se facilmente encontrar em seus álbuns Rock, Jazz, Folk, Blues, dentre outros tantos gêneros e estilos musicais.
Descrito como um dos últimos beatniks da música, facilmente pode-se separar a carreira do artista em dois momentos. Nos anos entre 73-83 lançou nove álbuns para a gravadora Asylum, suas canções passeiam mais pelo jazz nesta época. Mesmo não chegando a um grande sucesso, ganhou notória fama cult. A partir de 1983 ele assinou com a Island Records e mudou para uma fase mais experimental, com uma nova orquestração, começando pelo disco Swordfishtrombones. Foi nessa época também que sua mulher Kathleen, começou a parceria direta com sua música.

### Cinema
Principais filmes com participação de Tom Waits:
- 1982 - No Fundo do Coração
- 1983 - Vidas sem Rumo
- 1983 - O Selvagem da Motocicleta
- 1986 - Down by Law
- 1987 - Ironweed
- 1991 - At Play in the Fields of the Lord (Brincando nos campos do Senhor)
- 1991 - O Pescador de Ilusões
- 1992 - Drácula de Bram Stocker
- 1993 - Short Cuts - Cenas de uma Vida
- 1999 - Fight Club
- 2004 - Sobre Café e Cigarros
- 2005 - Domino
- 2005 - Jarhead
- 2007 - O Tigre e a Neve
- 2008 - Wristcutters - Paixão Suicida
- 2009 - O Mundo Imaginário do Dr. Parnassus
- 2009 - O Livro de Eli
- 2013 - Sete Psicopatas e um Shih Tzu
- 2013 - The Walking Dead: Terceira Temporada; Episódio: I Ain't A Judas
- 2018 - A Balada de Buster Scruggs

## Discografia

### Grandes lançamentos
| Ano  | Título                                | Informação Adicional                                                       | Gravadora |
| ---- | ------------------------------------- | -------------------------------------------------------------------------- | --------- |
| 1973 | Closing Time                          |                                                                            | Asylum    |
| 1974 | The Heart of Saturday Night           |                                                                            | Asylum    |
| 1975 | Nighthawks at the Diner               | Gravado ao vivo no estúdio em duas apresentações para uma platéia pequena. | Asylum    |
| 1976 | Small Change                          |                                                                            | Asylum    |
| 1977 | Foreign Affairs                       |                                                                            | Asylum    |
| 1978 | Blue Valentine                        |                                                                            | Asylum    |
| 1980 | Heartattack and Vine                  |                                                                            | Asylum    |
| 1982 | One from the Heart                    | Trilha sonora para o filme film de Francis Ford Coppola                    | CBS       |
| 1983 | Swordfishtrombones                    |                                                                            | Island    |
| 1985 | Rain Dogs                             |                                                                            | Island    |
| 1987 | Franks Wild Years                     | Colaboração com Benoît Christie                                            | Island    |
| 1988 | Big Time                              | Ao vivo                                                                    | Island    |
| 1992 | Night on Earth                        | Trilha sonora para o filme de mesmo nome, de Jim Jarmusch.                 | Island    |
| 1992 | Bone Machine                          | Ganhou um Grammy Award por Melhor Álbum de Música Alternativa              | Island    |
| 1993 | The Black Rider                       | Colaboração com William S. Burroughs e Robert Wilson                       | Island    |
| 1999 | Mule Variations                       | Ganhou um Grammy Award por Melhor Álbum de Folk Contemporâneo              | ANTI-     |
| 2002 | Blood Money                           | Música para a adaptação de Robert Wilson's para a peça Woyzeck             | ANTI-     |
| 2002 | Alice                                 | Música para a adaptação de Robert Wilson's para peça de mesmo nome         | ANTI-     |
| 2004 | Real Gone                             |                                                                            | ANTI-     |
| 2006 | Orphans: Brawlers, Bawlers & Bastards | Álbum triplo com uma coleção de músicas novas e antigas.                   | ANTI-     |
| 2009 | "Glitter and Doom"                    | Disco duplo, de tournés pelos EEUU e Europa, com o mesmo nome.             | ANTI-     |
| 2011 | Bad as Me                             |                                                                            | ANTI-     |